# Lista de filmes de Hong Kong de 2017
Esta página reúne uma lista de artigos sobre filmes lançados e produzidos em Hong Kong (China), em 2017.
| Título                     | Diretor                  | Elenco | Gênero                  | Notas        |
| -------------------------- | ------------------------ | --- | ----------------------- | ------------ |
| The Adventurers            | Stephen Fung             | Andy Lau, Shu Qi, Zhang Jingchu, Tony Yang, Jean Reno                                                                      | Ação                    | Pós-produção |
| The Brink                  | Jonathan Li              | Zhang Jin, Shawn Yue, Janice Man, Wu Yue, Gordon Lam                                                                       | Ação / Suspense         | Filmando     |
| Chasing the Dragon         | Jason Kwan Wong Jing     | Andy Lau, Donnie Yen | Policial                | Pós-produção |
| Cherry Returns             | Chris Chow               | Song Jia, Gordon Lam, Cherry Ngan, Hu Ge                                                                                   | Terror                  |              |
| Concerto of the Bully      | Fung Chih-chiang         | Ronald Cheng, Cherry Ngan, Chrissie Chau, Philip Keung, Michael Ning                                                       | Romance / Drama         | Pós-produção |
| Cook Up a Storm            | Raymond Yip              | Nicholas Tse, Jung Yong-hwa, Tiffany Tang, Michelle Bai                                                                    | Comédia                 |              |
| Dragon City                | Derek Kwok               | Donnie Yen | Ação / Policial         | Pré-produção |
| Due West 2                 | Mark Wu                  | Justin Cheung, Mark Wu, Gregory Wong, Aliza Mo, Siupo Chan                                                                 | Drama/ Comédia          | Pré-produção |
| Election 3                 | Johnnie To               | Andy Lau, Louis Koo, Sean Lau, Francis Ng, Anthony Wong, Nick Cheung, Sammi Cheng, You Yong, Gordon Lam, Sun Honglei       | Policial                | Pré-produção |
| The Fixer                  | Lawrence Ah Mon          | Sean Lau, Louis Koo, Zhang Jin, Gordon Lam, Patrick Tam, Jiang Yiyan                                                       | Ação                    | Pós-produção |
| Hand Over Fist             | Yuen Woo                 | | Artes marciais          | Pré-produção |
| Iceman II                  | Law Wing-cheung          | Donnie Yen, Simon Yam, Wang Baoqiang                                                                                       | Ação/ Artes marciais    | Pós-produção |
| Initial D 2                | Andrew Lau               | Jay Chou, Ekin Cheng, Simon Yam, Edison Chen, Anthony Wong, Shawn Yue, Chen Daoming, Wakana Matsumoto                      | Ação                    | Pré-produção |
| Love Contractually         | Liu Guonan               | Sammi Cheng, Joseph Chang                                                                                                  | Comédia romântica       |              |
| Lucky Fat Man              | Jill Wong                | Bob Lam, Natalie Tong, Mak Ling, Tommy Wong                                                                                | Comédia                 |              |
| Manhunt                    | John Woo                 | Andy Lau, Takeshi Kaneshiro, Shu Qi                                                                                        | Ação / Suspense         | Filmando     |
| Meow                       | Benny Chan               | Louis Koo, Ma Li | Comédia                 | Pré-produção |
| Mrs. K                     | Ho Yunhang               | Kara Hui, Simon Yam, Wu Bai, Faizai Hussein, Siow Li, Tony Liu, Dain Said, Fruit Chan, Kirk Wong                           | Ação                    | Filmando     |
| An Office and a Panderer   |                          | Gordon Lam, Ivana Wong | Comédia romântica       | [ 20 ]       |
| Paradox                    | Wilson Yip               | Louis Koo, Tony Jaa, Wu Yue, Chris Collins, Gordon Lam, Ken Lo                                                             | Ação                    | Filmando     |
| Secret Treasure            | Gordon Chan Ronald Cheng | Ronald Cheng, Dayo Wong, Fala Chen                                                                                         |                         | Pós-produção |
| Shock Wave                 | Herman Yau               | Andy Lau | Ação                    | Pós-produção |
| The Storm Riders III       | Wilson Yip               | Louis Koo, Aaron Kwok, Ekin Cheng                                                                                          | Fantasia                | Pré-produção |
| Vampire Cleanup Department | ToNick Yan Pak           | Babyjohn Choi, Lin Min-chen, Chin Siu-ho, Richard Ng, Lo Mang, Bondy Chiu, Yuen Cheung, Siu Yam-yam                        | Comédia / Ação / Terror |              |
| Virtus                     | Benny Chan               | Louis Koo | Ação / Suspense         | Pré-produção |
| We Are the World           | Fruit Chan               | Hins Cheung |                         | Filmando     |
| Wine War                   | Leon Lai                 | Zhang Hanyu, Du Juan |                         | Pós-produção |
| The Yuppie Fantasia 3      | Lawrence Cheng           | Lawrence Cheng, Chrissie Chau, Larine Tang, Hedwig Tam, Babyjohn Choi, Anthony Chan, Louis Cheung, Manfred Wong, Peter Lai | Comédia romântica       |              |